# Musikladen
Musikladen (vertaald: Muziekwinkel) was een Duits muziekprogramma op de televisiezender ARD. Van 13 december 1972 tot 29 november 1984 werden 90 uitzendingen door Radio Bremen geproduceerd. Hiernaast volgden tussen 1 mei 1974 en 29 november 1979 nog 59 afleveringen van Musikladen extra. De regie van alle uitzendingen lag bij Michael Leckebusch.